# Rue Nollet
Pour les articles homonymes, voir Nollet et rue Saint-Louis.
La rue Nollet est une voie située dans le quartier des Batignolles du 17e arrondissement de Paris.

## Situation et accès
La rue Nollet est desservie par les lignes 13 aux stations Brochant et La Fourche, 14 à la station Pont Cardinet et 2 à la station Place de Clichy.

## Origine du nom
Elle porte le nom d'un scientifique, l'abbé et physicien Jean Antoine Nollet (1700-1770), comme de nombreuses rues dans ce secteur.

## Historique

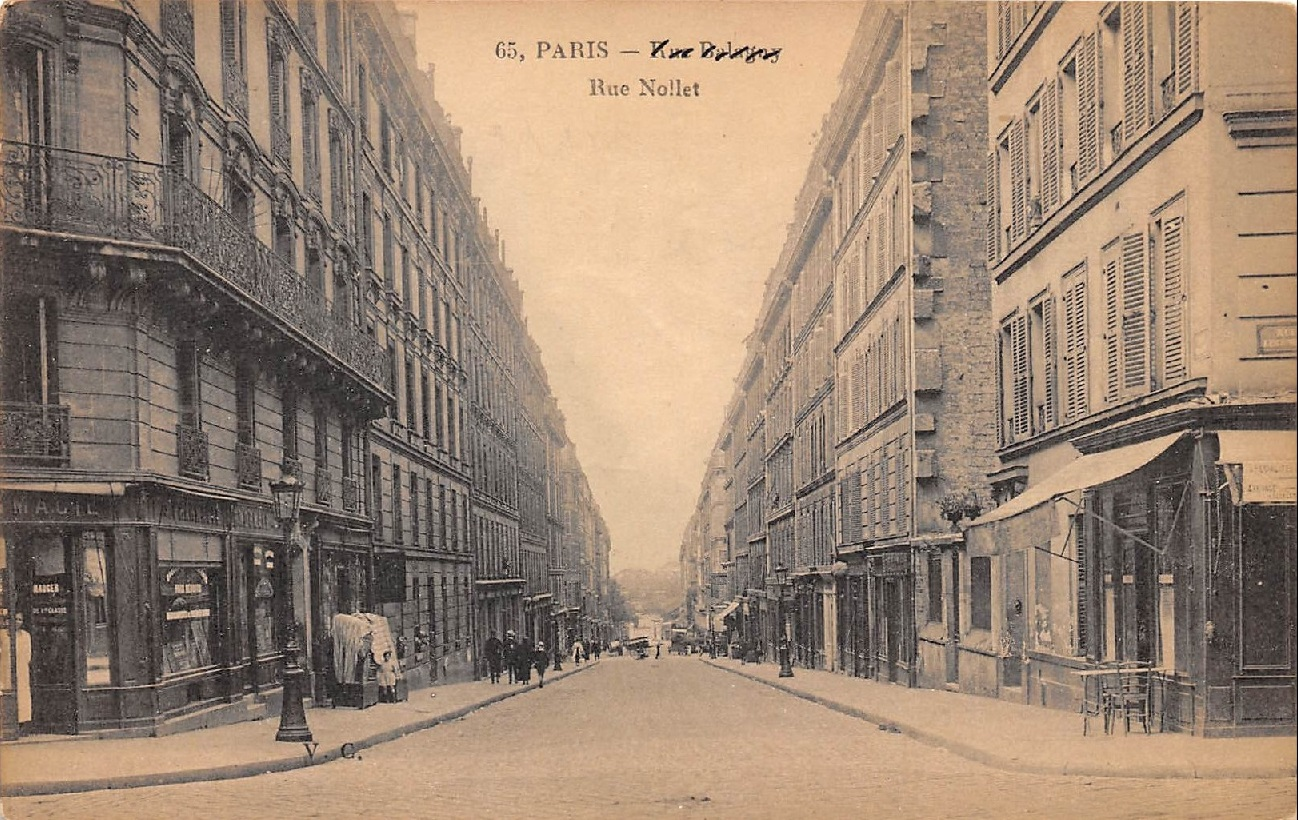
Carrefour avec la rue Legendre vers 1905.

Cette voie de l'ancienne commune des Batignolles est ouverte en 1824. Elle apparaît sur les plans cadastraux datant de 1825, elle porte alors le nom de « rue Saint-Louis ».
En 1845, elle est l'objet d’une prolongation entre la rue Legendre et la rue Cardinet puis est classée dans la voirie parisienne par décret du 23 mai 1863 avant de recevoir par décret du 24 août 1864, le nom de « rue Nollet ».
Pendant la Commune de Paris en 1871, les barricades de la rue Nollet et des rues avoisinantes tombent rapidement devant les troupes des Versaillais. Ses derniers défenseurs sont fusillés et enterrés dans une fosse commune située à l'emplacement de l'actuel kiosque à musique dans le square des Batignolles.
Le 8 mars 1918, durant la Première Guerre mondiale, une bombe explose au no 30 rue Nollet lors d’un raid de bombardiers allemands de type Gotha G,.
Au no 29 de la rue Nollet, la Régie immobilière de la ville de Paris commence en 2022 la construction de 83 logements d'une résidence sociale en remplacement d'un parking construit vers 1930. Un commerce de 64 m² est prévu au droit de la rue. La maîtrise d'œuvre de l'opération est le cabinet NZI architectes.

## Bâtiments remarquables, art urbain et personnalités

### Bâtiments remarquables et art urbain
- L'artiste Morèje rend hommage à Paul Verlaine au no 5 de la rue[8].
- no 49 : cette construction, en pierre de taille, est réalisée en 1909, par l'architecte Georges Sinell (1864-1927). La façade est décorée de coquilles Saint-Jacques en clé de porte et de fenêtres. Les consoles sont à feuilles d'acanthe[9].
- no 53 : Hôtel particulier construit en 1920, dont l’architecte est Jean-Alexandre Navarre avec le concours du céramiste Alexandre Bigot. Le décor de la façade est constitué de briques polychromes. Les cabochons sont en céramique. La porte est coiffée d'un arc en plein cintre en briques polychromes tenue par une colonne. Il est noté des influences du rationalisme de la fin du XIXe siècle et art nouveau dont Jean-Alexandre Navarre est un des représentants à cette époque[10].
- L'artiste Nelio réalise en 2021 une fresque monumentale, « douce et abstraite », sur le mur d'un immeuble au no 55 de la rue Nollet[8].
- Dans les années 2010, l’artiste Invader met en place une œuvre en carreaux de mosaïque sur le pignon de l’immeuble au no 69[11].

### Personnalités
- Hervé Vilard, élevé orphelin de père et de mère, tente dans de sceller des retrouvailles, rue Nollet, avec sa mère alcoolique, qui ne s'intéresse pas à son fils, et n'écoute pas ses chansons[12].

- no 1 : Alfred de Vigny y loua un atelier [2].
- no 4 : Henri Bachelin y habita, de 1902 à 1912, dans une mansarde. Son surnom était alors « l'ermite des Batignolles »[2],[13].
- no 5 : Amédée de Noé (alias Cham) y vécut jusqu’à sa mort le 6 septembre 1879. Sa femme, déprimée par le décès de son époux, se suicide en 1880 en se défenestrant[14].
- no 10 : 
  - rue Saint-Louis — ancien nom de la rue Nollet : Paul Verlaine y passa une partie de sa jeunesse[15],[16]. En 1863 la famille Verlaine quitte la rue Nollet mais reste dans le quartier des Batignolles  pour s’installer au 45, rue Lemercier[17].
  - Le poète américain Langston Hughes y résida lors de son passage à Paris. Il travaillait alors à la plonge dans le cabaret Le Grand Duc, rue Pigalle[2],[18].
- no 41 : Alfred Sisley y habita avec sa compagne Marie-Louise Adélaïde-Eugénie Lescouezec. Leur fils Jacques y est né en novembre 1871[19].
- no 45 : 
  - L’anarchiste Eugène Dieudonné habita dans une pension avec sa famille. Il y est arrêté le 28 février 1912. Accusé, à tort, d’être l'un membre de la bande à Bonnot, il est envoyé au bagne[20].
  - La chanteuse Barbara est née le 9 juin 1930 au 6 rue Brochant au domicile de ses parents. Puis elle passe son enfance au 45, rue Nollet avec sa grand-mère maternelle Hava Poustilnikov, épouse Brodsky, jusqu'à l'âge de sept ans[21],[2].
- no 54 : 
  - Pierre Chareau y habita avant la guerre, jusqu'en 1940, un hôtel particulier qu'il aménagea[22]
  - Nicolas de Staël y habita lui aussi entre décembre 1939 et janvier 1940, puis de juin 1943 à juin 1945[23].
- no 55 : Max Jacob y habita[24],[25] de 1928 à 1933[9], dans un hôtel qualifié de miteux par la journaliste Yseult Williams. Il y côtoie d’autres artistes dont le jeune Antonin Artaud et le compositeur Henri Sauguet[26].
- no 56 : Suzanne Brun, mère de Catulle Mendès y habita[27].
- no 70 : Lucien Feuillade, anarchiste et poète y résida[28].
- no 83 : la médecin Madeleine Brès y fonde, en 1885, une des premières crèches[29].
- no 92 : André Léo la compagne de Benoît Malon (élu au Conseil de la Commune), y réside à partir du début de l'année 1867 puis pendant la Commune de Paris jusqu'au 23 mai 1871 quand les Versaillais prennent le quartier des Batignolles[30],[31].
- no 93 Théodore Courtaux vers 1896.
- no 103 bis : Eva Tichauer, survivante d'Auschwitz et ses parents, Théodore Tichauer et Erna Tichauer, morts à Auschwitz, y habitaient. La mère et la fille sont victimes de la rafle du Vel'd'Hiv.
- no 106 : Le cinéaste Jean Eustache y a vécu depuis le début des années 1960 et s'y est suicidé en novembre 1981[32].
- no 122 : L'École hôtelière Vatel, école supérieure de commerce et gestion de l'hôtellerie et du tourisme, y est installé[33].

## Galerie

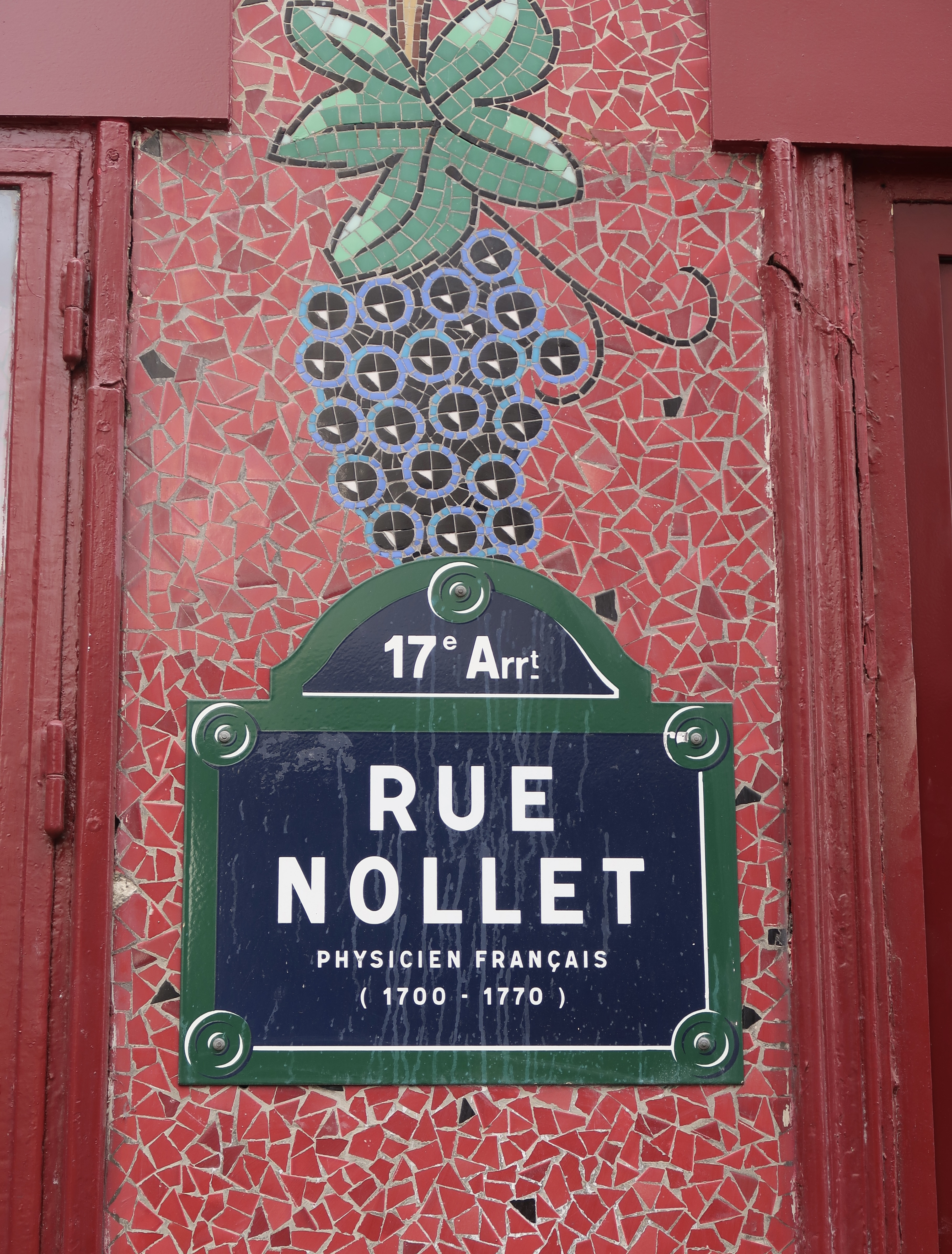
Plaque de la rue.
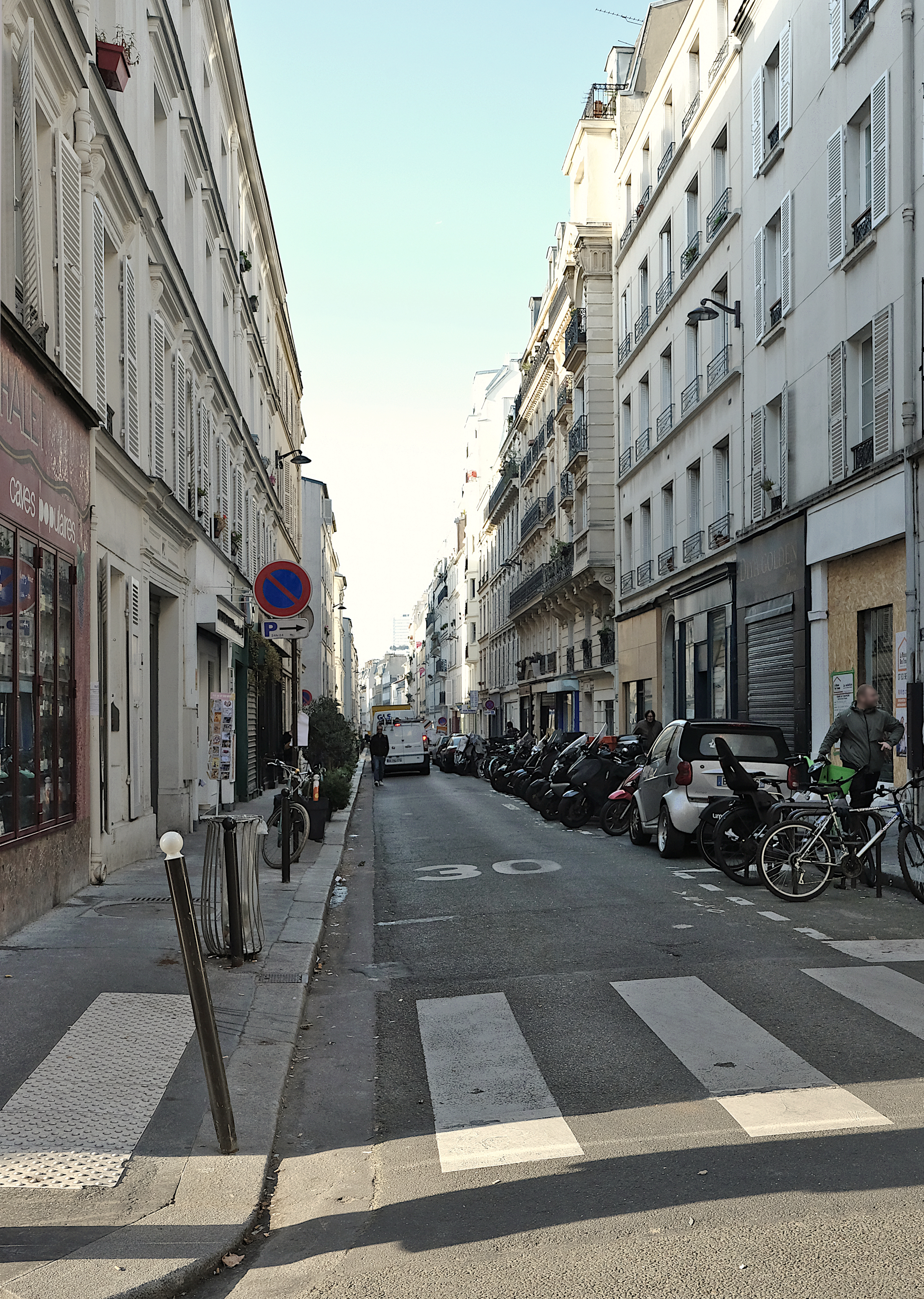
Rue Nollet à proximité de la rue des Dames.
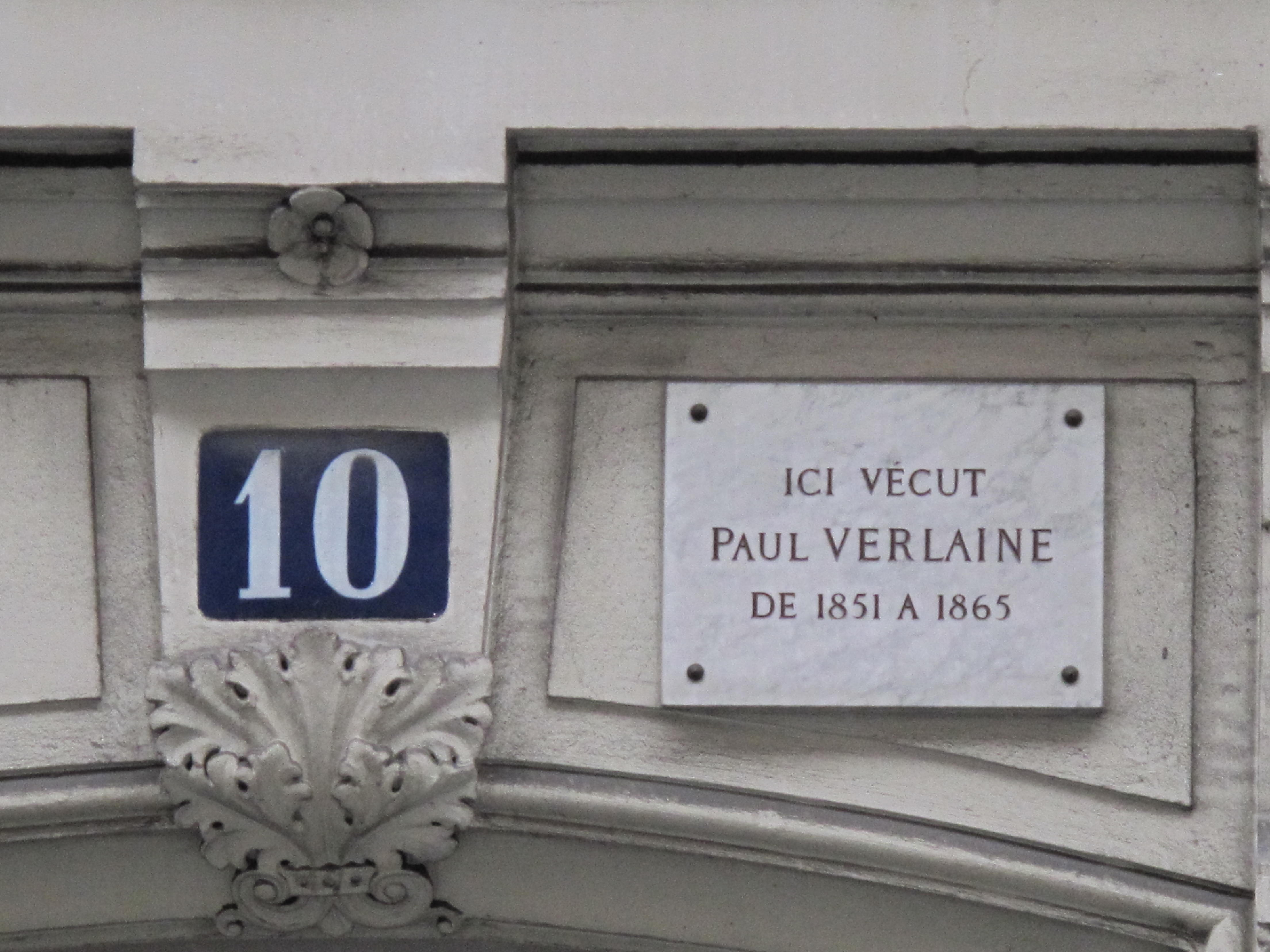
10, rue Nollet.
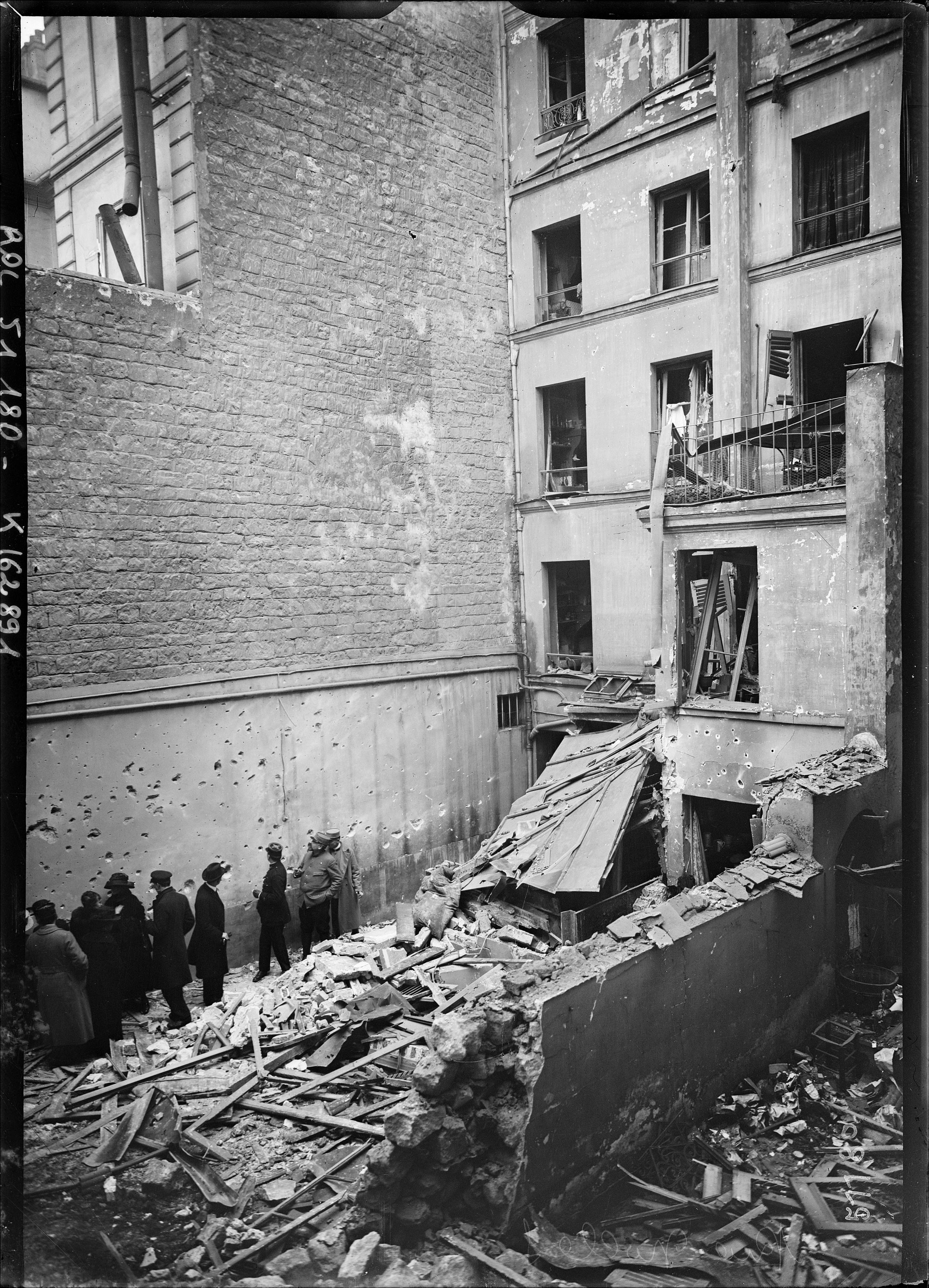
Bombardement de mars 1918.
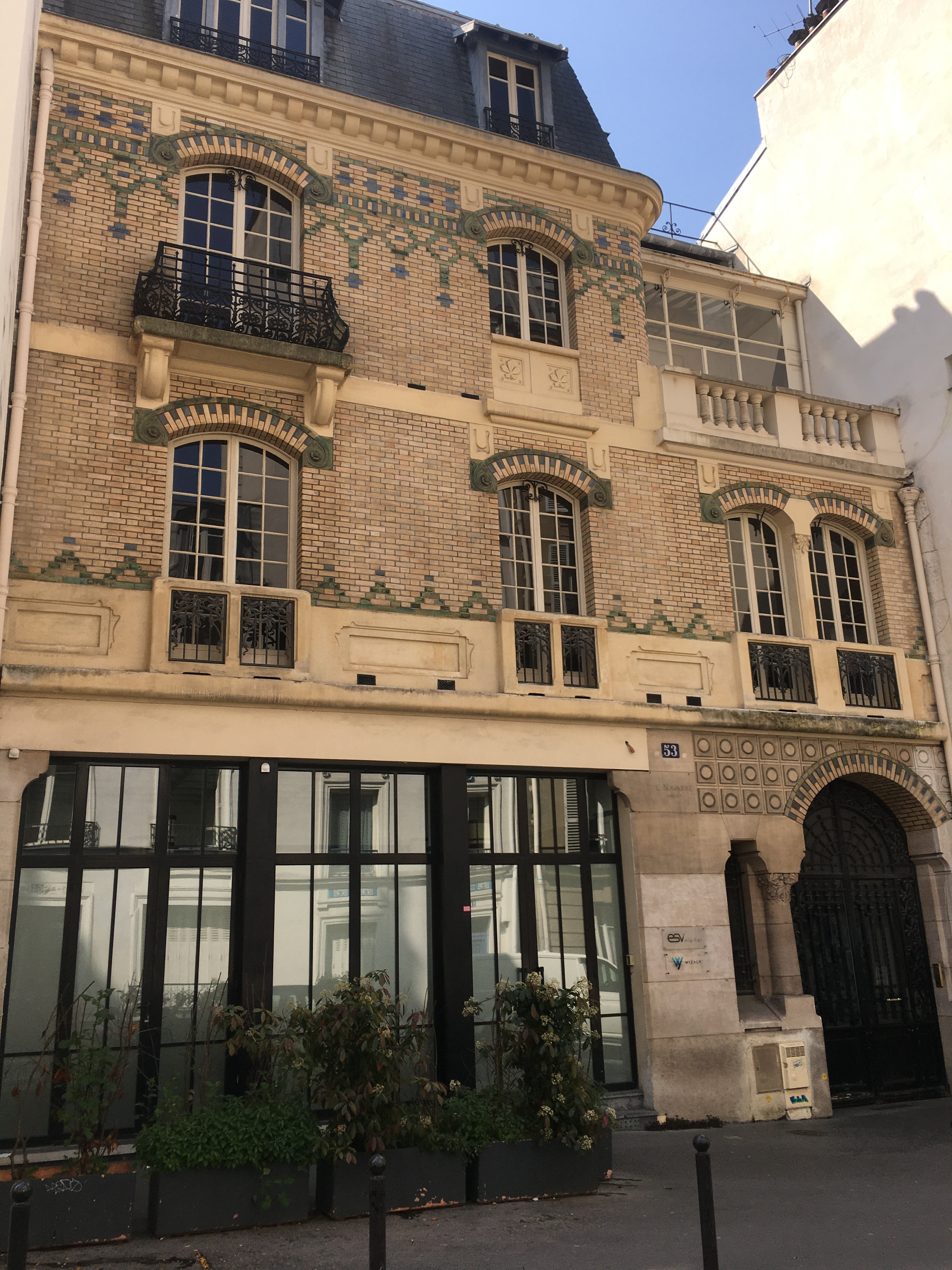
53, rue Nollet (1920).
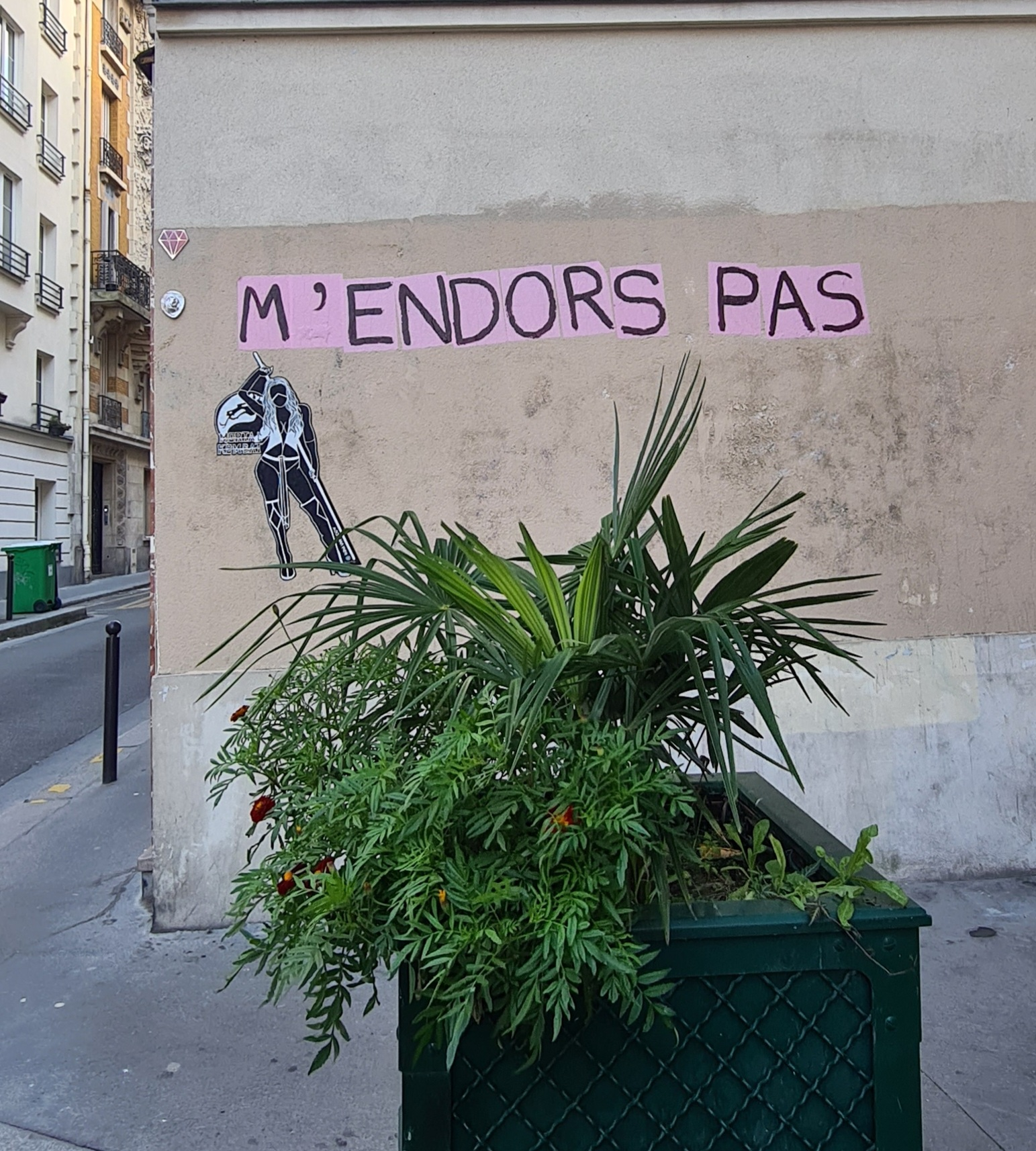
Collage féministe sur l'affaire Mazan au 69.